# Патріс Домінгес
Патріс Домінгес (фр. Patrice Dominguez; 12 січня 1950 — 12 квітня 2015) — колишній французький тенісист.
Найвищу одиночну позицію світового рейтингу — 36 місце досяг 23 серпня 1973 року.
Здобув 7 парних титулів.
Найвищим досягненням на турнірах Великого шолома були фінали в змішаному парному розряді.

## Фінали турнірів Великого шолома

### Мікст (2 поразки)
| Результат | Рік  | Турнір                               | Покриття | Партнер         | Суперники                     | Рахунок   |
| --------- | ---- | ------------------------------------ | -------- | --------------- | ----------------------------- | --------- |
| Поразка   | 1973 | Відкритий чемпіонат Франції з тенісу | Ґрунт    | Бетті Стеве     | Франсуаз Дюрр Жан-Клод Баркле | 1–6, 4–6  |
| Поразка   | 1978 | Відкритий чемпіонат Франції          | Ґрунт    | Вірджинія Рузіч | Рената Томанова Павел Сложил  | 6–7, ret. |

## Фінали за кар'єру

### Парний розряд (6–1)
| Результат | W-L | Дата     | Турнір                       | Покриття   | Партнер         | Суперники                           | Рахунок       |
| --------- | --- | -------- | ---------------------------- | ---------- | --------------- | ----------------------------------- | ------------- |
| Перемога  | 1–0 | Жов 1974 | Мадрид, Франкістська Іспанія | Ґрунт      | Антоніо Муньйос | Браян Готтфрід Рауль Рамірес        | 6–1, 6–3      |
| Перемога  | 2–0 | Лис 1974 | Париж, Франція               | Тверде (i) | Франсуа Жоффре  | Браян Готтфрід Рауль Рамірес        | 7–5, 6–4      |
| Поразка   | 2–1 | Лип 1975 | Кіцбюель, Австрія            | Ґрунт      | Франсуа Жоффре  | Паоло Бертолуччі Адріано Панатта    | 2–6, 2–6, 6–7 |
| Перемога  | 3–1 | Кві 1976 | Ніцца, Франція               | Ґрунт      | Франсуа Жоффре  | Войцех Фібак Карл Майлер            | 6–4, 3–6, 6–3 |
| Перемога  | 4–1 | Кві 1977 | Мурсія, Іспанія              | Ґрунт      | Франсуа Жоффре  | Патрісіо Корнехо Ганс Гільдемайстер | 7–5, 6–2      |
| Перемога  | 5–1 | Кві 1978 | Ніцца, Франція               | Ґрунт      | Франсуа Жоффре  | Ян Кодеш Томаш Шмід                 | 6–4, 6–0      |
| Перемога  | 6–1 | Жов 1979 | Бордо, Франція               | Ґрунт      | Дені Неглен     | Бернар Фріц Іван Моліна             | 6–4, 6–4      |